# Campionati statunitensi di ginnastica artistica 2012
I Visa Championships 2012 sono la 50ª edizione dei Campionati statunitensi di ginnastica artistica. Si svolgono alla Chaifetz Arena di Saint Louis dal 7 al 10 giugno 2012.

## Qualificazione agli Olympic Trials
Nelle categorie senior femminili e maschili, i primi 15 classificati vengono automaticamente selezionati per gareggiare agli Olympic Trials di San José, California.

## Programma
Tutti gli orari sono in UTC-6.
| Giorno    | Ora   | Gara                             |
| --------- | ----- | -------------------------------- |
| 7 giugno  | 13.00 | Prima Giornata Uomini (Junior)   |
| 7 giugno  | 18.30 | Prima Giornata Uomini (Senior)   |
| 8 giugno  | 13.00 | Prima Giornata Donne (Junior)    |
| 8 giugno  | 18.30 | Prima Giornata Donne (Senior)    |
| 9 giugno  | 11.30 | Seconda Giornata Uomini (Junior) |
| 9 giugno  | 18.00 | Seconda Giornata Uomini (Senior) |
| 10 giugno | 10.00 | Seconda Giornata Donne (Junior)  |
| 10 giugno | 14.30 | Seconda Giornata Donne (Senior)  |

## Podi

### Uomini Senior
| Evento                | Oro                       | Punteggio | Argento                      | Punteggio | Bronzo                   | Punteggio |
| Concorso individuale  | John Orozco               | 184.850   | Danell Leyva                 | 184.800   | Samuel Mikulak           | 182.850   |
| Corpo libero          | Jacob Dalton              | 31.500    | Paul Ruggeri Steven Legendre | 30.950    |                          |           |
| Cavallo con maniglie  | Alexander Naddour         | 30.100    | Glen Ishino                  | 29.850    | John Orozco              | 29.650    |
| Anelli                | Jonathan Horton           | 30.900    | Brandon Wynn                 | 30.800    | John Orozco              | 30.400    |
| Volteggio             | Sean Senters Jacob Dalton | 32.400    |                              |           | Eddie Penev              | 32.350    |
| Parallele simmetriche | Danell Leyva              | 31.800    | Samuel Mikulak               | 31.200    | John Orozco Chris Brooks | 30.850    |
| Sbarra                | Danell Leyva              | 32.200    | John Orozco                  | 31.600    | Jonathan Horton          | 31.450    |

### Donne Senior
| Evento                 | Oro               | Punteggio | Argento           | Punteggio | Bronzo            | Punteggio |
| Concorso individuale   | Jordyn Wieber     | 121.900   | Gabrielle Douglas | 121.700   | Alexandra Raisman | 120.950   |
| Volteggio              | Alicia Sacramone  | 30.025    | Brandie Jay       | 29.475    | MyKayla Skinner   | 28.725    |
| Parallele asimmetriche | Gabrielle Douglas | 31.300    | Kyla Ross         | 30.850    | Anna Li           | 30.700    |
| Trave d'equilibrio     | Alexandra Raisman | 30.650    | Sarah Finnegan    | 30.400    | Alicia Sacramone  | 30.300    |
| Corpo libero           | Alexandra Raisman | 31.250    | Jordyn Wieber     | 30.500    | Gabrielle Douglas | 30.350    |